# Predigtstuhl (Kaisergebergte)
De Predigtstuhl (oud Duits woord voor preekstoel, kansel) is een 2116 meter hoge berg in de Oostenrijkse deelstaat Tirol, oostelijk van Kufstein. De berg maakt deel uit van het Kaisergebergte, in het bijzonder van de Wilde Kaiser en vormt een soort van tweeling met de Fleischbank, gescheiden door de Sternerne Rinne. De top is voor het eerst bereikt in 1895.